# Kvarntjärnarna (Jokkmokks socken, Lappland, 742752-158014)
Kvarntjärnarna är en sjö i Jokkmokks kommun i Lappland och ingår i Luleälvens huvudavrinningsområde. Kvarntjärnarna ligger i Pärlälvens fjällurskog Natura 2000-område.